# VSAT
 (septembre 2024).
Améliorez-le ou discutez des points à vérifier. 
 (février 2022).
Si vous disposez d'ouvrages ou d'articles de référence ou si vous connaissez des sites web de qualité traitant du thème abordé ici, merci de compléter l'article en donnant les références utiles à sa vérifiabilité et en les liant à la section « Notes et références ».

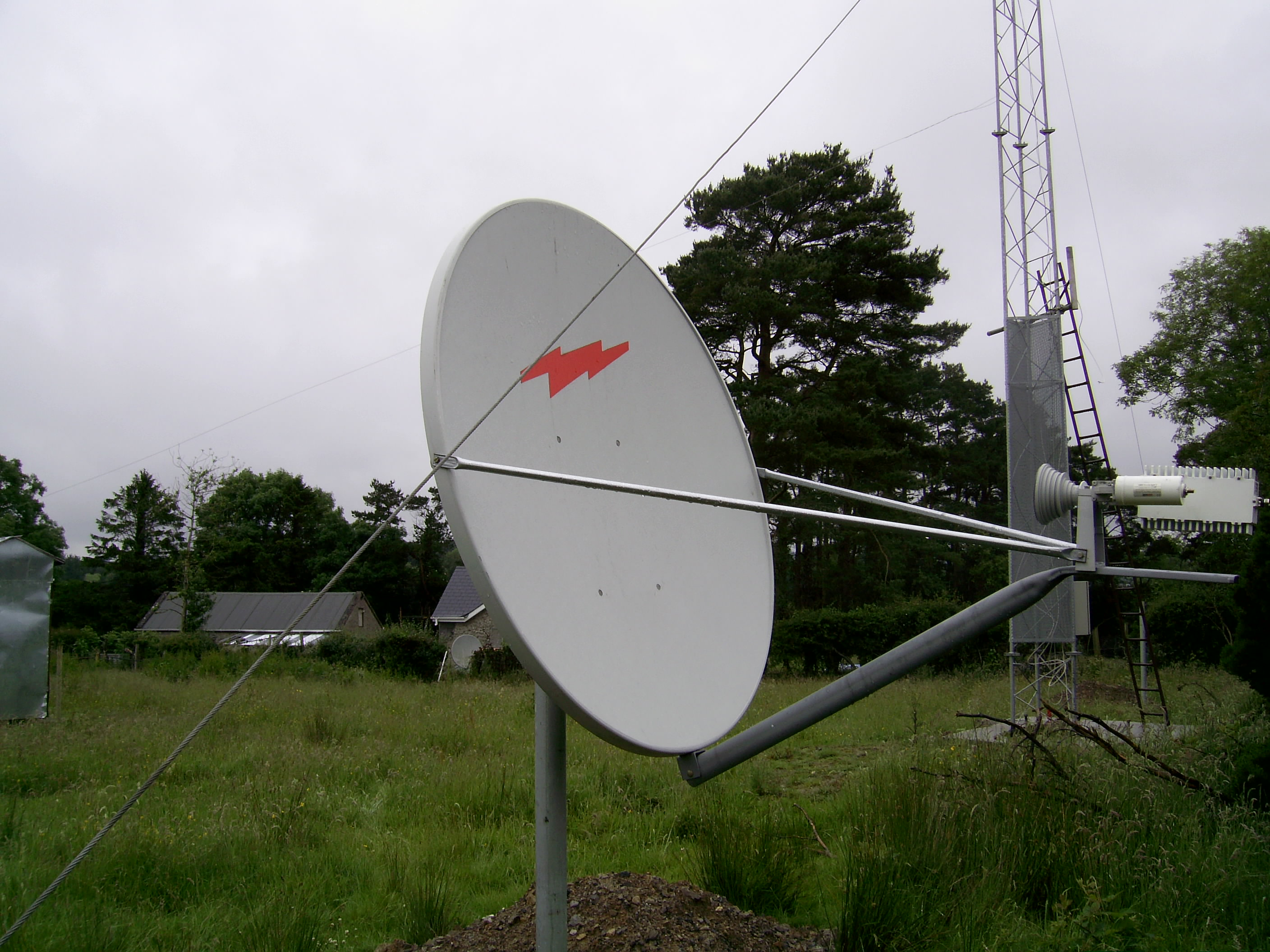
Montage VSAT : La parabole, l'OMT, le LNB, le BUC

Le sigle VSAT, pour Very Small Aperture Terminal (« terminal à très petite ouverture ») désigne une technique de communication bidirectionnelle par satellite qui utilise au sol des antennes paraboliques directives dont le diamètre est inférieur à 3 mètres et qui visent un satellite géostationnaire. Le VSAT a été mis au point par Ernest Simo un scientifique et ingénieur camerounais.[réf. nécessaire] Il a installé le premier VSAT à Memphis en 1984.[réf. nécessaire]

## Description
Le VSAT est constitué de trois parties principales, à savoir :
- le hub: il s'agit du cœur du réseau. Le hub, installé au sol, dispose d'une antenne ayant un diamètre compris entre 7 m et 9 m ayant le même principe de fonctionnement qu'une station terrestre.
- le satellite: c'est un relais hertzien.
- les stations distantes (ou remote) en anglais.

La plupart des antennes pour le VSAT ont un diamètre compris entre 0,75 m et 1,2 m. Cette technique de communication nécessite donc peu de moyens au sol. Le VSAT peut donc être utile pour relier un petit site aux réseaux de communication, que ce soit pour la téléphonie ou pour l'accès à Internet.
Le VSAT est un concept et non une norme, car il dépend de chaque constructeur.

## Allocation de spectre
| Bandes de fréquence micro-ondes | Gamme de fréquence | Encombrement | Puissance transmise | Effet pluie |
| ------------------------------- | ------------------ | ------------ | ------------------- | ----------- |
| Bande C                         | 3 à 7 GHz          | Large        | Basse               | Minimum     |
| Bande Ku                        | 12 à 18 GHz        | Moyen        | Moyenne             | Modéré      |
| Bande Ka                        | 26 à 40 GHz        | Petit        | Haute               | Sévère      |

## References
(février 2022).
Si vous disposez d'ouvrages ou d'articles de référence ou si vous connaissez des sites web de qualité traitant du thème abordé ici, merci de compléter l'article en donnant les références utiles à sa vérifiabilité et en les liant à la section « Notes et références ».